# 瀬戸大樹
瀬戸 大樹（せと たいき、1984年3月27日 - ）は、関西棋院所属の囲碁棋士。三重県出身。

## 来歴
囲碁愛好家の教師である父より、幼少時に囲碁を教えられ、奈良県宇陀郡榛原町（現宇陀市）の囲碁教室などで実力をつける。1993年から1996年まで名張市立百合が丘小学校在籍中に三重県代表として、少年少女囲碁大会小学生の部に出場するも2回戦進出が最高成績であった。1997年 中学校に進級し、羽根泰正の主催する泰正会に通うようになる。その後大阪の碁会所で森野節男に声をかけられ、関西棋院で院生となる。当初は、三重から大阪まで通っていたが中学2年時に上阪し、寮生活をおくる。
2000年 初段リーグ6勝2敗の1位でプレーオフを制し入段する。この年24勝2敗の成績を上げ、関西棋院賞新人賞となる。2004年から2008年にかけて呉清源の研究会に通う。
2010年、第66期本因坊戦最終予選で三村智保九段・秋山次郎八段・そして七大タイトル獲得経験のある片岡聡九段に勝利し自身初の三大リーグ入りを果たす。
2011年には第36期棋聖戦最終予選で李沂修七段・棋聖位3期の王立誠九段・後藤俊午九段に勝利し自身初の棋聖戦リーグ入り。第66期本因坊リーグでは趙善津元本因坊・高尾紳路元名人・小林覚元棋聖、そして張栩棋聖などタイトル経験者達に勝利し4勝3敗で勝ち越し、関西棋院の棋士では10年以上ぶりに同リーグに残留成功。棋聖戦リーグでは河野臨元天元・加藤充志八段に勝利するも陥落。
2012年第67期本因坊リーグでは河野臨元天元に勝利するもリーグ陥落。しかし第68期本因坊戦最終予選で王立誠元棋聖・村川大介七段・首藤瞬七段に勝利し即リーグ復帰。
2013年第68期本因坊リーグでは趙善津元本因坊・今村俊也九段に勝利するも2勝5敗で陥落。
2014年、第4回スポーツアコードワールドマインドゲームズの男子団体戦の日本代表として、瀬戸は韓国戦は敗れたもののその後を全勝で終え日本チーム3位に大きく貢献した。
2015年、第40期棋聖戦ではBリーグに所属。4勝3敗・3位で残留。
2016年、第41期棋聖戦Bリーグで1勝6敗で陥落。
2017年、第42期棋聖戦Cリーグで2勝3敗で陥落。
2024年関西棋院No.1棋士を決める関西棋院第一位決定戦で挑戦者となる。

## 人物
- フットサルを愛好し、関西棋院の若手で結成されるFC☆☆kiinでプレイしている[4]。
- 2012年、棋士歌手ユニットのMonotone（他に高梨聖健、謝依旻）として活動した[5]。
- 2014年結婚。

## 昇段・成績
- 2000年 初段、二段（大手合）
- 2001年4月9日 三段（大手合）
- 2002年 四段（賞金ランキング）
- 2003年4月14日 五段（大手合）
- 2004年7月12日 六段（大手合）
- 2009年6月24日 七段（勝星規定）
- 2016年2月19日 八段（勝星規定）

## 良績
- 棋聖戦リーグ1期（第36期）
- 本因坊戦リーグ3期（第66～68期）
- 産経プロアマトーナメント戦優勝（第4回、第11回）準優勝（第10回）
- 新人王戦4強 （第32、34期）
- おかげ杯（非公式棋戦）準優勝（第3、5期）
- 第1回中野杯（非公式棋戦）優勝

## 受賞歴

### 関西棋院賞
- 利仙賞 1回（2011年）
- 道玄賞 8回（2010, 2012, 2015, 2017, 2020-2021年ほか）
- 新人賞 2000年
- 連勝賞 1回
- 山野賞 1回
- 永井賞 1回

## 著作
- バランス感覚で碁は勝てる. 囲碁人ブックス. マイナビ. (2012-4). ISBN 978-4839942755
- 布石の打ち方が変わる!. NHK囲碁シリーズ. NHK出版. (2014-6). ISBN 978-4140162262